# Love Is on the Way
Love Is on the Way è una power ballad acustica del gruppo musicale statunitense Saigon Kick, estratta come singolo dal loro album The Lizard nel giugno 1992. Si tratta del maggiore successo del gruppo e ha raggiunto la posizione numero 12 della Billboard Hot 100 negli Stati Uniti. Il singolo è stato certificato con il disco d'oro per le vendite dalla RIAA il 18 marzo 1993.
Una versione demo della canzone è inclusa nell'album Moments from the Fringe pubblicato nel 1998.

## Tracce
1. Love Is on the Way – 4:24
2. All I Want – 3:43

## Classifiche
| Classifica (1992)             | Posizione massima |
| ----------------------------- | ----------------- |
| Stati Uniti                   | 12                |
| Stati Uniti (mainstream rock) | 8                 |
| Stati Uniti (pop)             | 9                 |
| Stati Uniti (radio)           | 20                |